# Emanuele Severino
Emanuele Severino (Brescia, 26 de febrero de 1929-Ibidem., 17 de enero de 2020) fue un filósofo italiano de relieve internacional.

## Biografía
En 1950 se laureó en la Universidad de Pavía, como alumno del Almo Colegio Borromeo, discutiendo una tesis sobre Heidegger y la metafísica, bajo la supervisión de Gustavo Bontadini. En 1951 obtiene la libre docencia en filosofía teórica.
De 1954 a 1970 enseñó filosofía en la Universita Cattolica del Sacro Cuore de Milán. Los libros publicados en aquellos años entraron en conflicto con la doctrina oficial de la Iglesia, suscitando vivas discusiones internas en la Universidad Católica, y en la Congregación para la Doctrina de la Fe. Tras un largo y cuidadoso examen la Iglesia proclamó oficialmente en 1970 la oposición entre el pensamiento de Severino y el cristianismo.
El filósofo, tras dejar la Universidad Católica, fue llamado a la Università Ca' Foscari de Venecia, donde fue uno de los fundadores de la Facultad de Letras y Filosofía, en la cual enseñó y enseñan algunos de sus discípulos (Umberto Galimberti, Carmelo Vigna, Luigi Ruggiu, Mario Ruggenini, Italo Valent, Vero Tarca, Luigi Lentini, Giorgio Brianese, etc.)
De 1970 a 2001 fue profesor ordinario de filosofía teórica, dirigió el Instituto de Filosofía (el que luego sería Departamento de filosofía y teoría de las ciencias) hasta 1989 y enseñó también Lógica, Historia de la Filosofía moderna y contemporánea y Sociología.
En 2005 la Universidad Ca' Foscari de Venecia lo proclamó Profesor emérito. Fue profesor en la Università Vita-Salute San Raffaele de Milán. Fue miembro de la Accademia Nazionale dei Lincei. Colaboró durante varias décadas con el Corriere della Sera.
Severino falleció en Brescia a los noventa años el 17 de enero de 2020. Pero la noticia de su fallecimiento no se hizo pública, siguiendo su propia voluntad de no difundirla hasta pasados tres días de su muerte, hasta el 21 de enero, día en el que fue incinerado en una ceremonia privada.

## Pensamiento

### La eternidad de todos los entes
Severino afronta el antiguo problema radicalizado desde Platón y Aristóteles y retomado en época moderna por Heidegger: el problema del ser. Para Severino, todas las filosofías constituidas precedentemente están caracterizadas por un error de fondo: la fe en el sentido griego del devenir. Desde los antiguos griegos, de hecho, un ente (esto es, cualquier cosa que es) viene considerado como proveniente de la nada, dotado temporalmente de existencia y que en lo sucesivo debe volver a la nada.
Ateniéndose al pensamiento de Parménides, Severino reflexiona sobre la oposición absoluta entre ser y no-ser. Dado que entre los dos términos no hay nada en común, el ser no puede sino permanecer constantemente igual a sí mismo, evitando ser alterado por algo que no sea él. Más aún, siendo el ser la totalidad de lo que existe, no puede haber nada más fuera de este ser dotado de existencia (Severino rechaza el concepto de diferencia ontológica, tal como ha sido propuesto por Heidegger). Para Severino, pues, toda la historia de la filosofía se ha basado sobre la falsa convicción que el ser pueda llegar a ser nada.
Pero mientras Parménides intentaba resolver el conflicto entre la evidencia del devenir y la inmutabilidad del ser afirmando la ilusoriedad del devenir (negando la existencia de las cosas del mundo y cayendo así en una aporía), Severino elige una vía diferente, llevando su pensamiento a tesis extremas.
Dado que el ser es, y no puede nunca llegar a ser nada (es decir, no puede aniquilarse), todo ente es eterno. Toda cosa, todo pensamiento, todo instante son eternos. El devenir temporal no puede sino representar el aparecer sucesivo de los eternos estados del ser. Podría pensarse, a primera vista, que acontece como los fotogramas de una película. Ellos se siguen unos a otros hasta formar el desarrollo completo del film. Pero esto no es cierto. En su libro El parricidio fallido, hay un Apéndice titulado Einstein y Parménides. Allí aclara que el punto de vista de entender el aparecer del ser como una especie de sucesión de fotogramas era propia de Einstein y, hasta cierto punto, también del filósofo Popper pero que él (Severino) se desmarca de tal perspectiva. Ello se debe a que la considera como una manifestación más del nihilismo (locura) de occidente. Esto es: como un sutil mantenimiento aun de la creencia en que existe el devenir.
El aparecer de los entes entra y sale de lo que Severino llama «círculo del aparecer» (círculo o cerco de la apariencia). Esto significa que cuando un ente sale del círculo no deviene nada, sino que se sustrae simplemente a la vista: así pues, las cosas existen aunque cuando desaparecen no se vean («ver sin ver», dice Donato Sperduto en una tragicomedia sobre el pensamiento severiniano, con prefacio del mismo Severino, Schena editore 2007).

### La diferencia ontológica
Para Heidegger, el ser no es un ente entre los entes. Éste representa más bien el aparecer ontológico de los entes, y por este motivo es definido un transcendens respecto al ente. Severino rechaza la concepción heideggerina, afirmando que la totalidad del ser está constituida por la totalidad de los entes. La verdadera diferencia ontológica es, pues, para Severino, aquella que se constituye entre el ser (el ente) de devenir y lo inmutable.
El ser que aparece y desaparece no es el mismo ser inmutable, pero también él es eterno. Entre ambos existen diferentes dimensiones. El ser como fundamento de una estructura eterna y no sujeta a ningún cambio.

### Nihilismo, muerte y destino
Severino piensa que la filosofía siempre ha buscado cobijo contra el terror que deriva de la imprevisibilidad de la existencia porque sobre todo siempre se ha creído en el venir de la nada y en el propio volver por parte de los entes. También las grandes formas de episteme como aquellas de Aristóteles y de Hegel, que tienden a dar un orden y una configuración preestablecidos a la existencia, se mueven sobre el mismo terreno.
La entera historia del Occidente es, por tanto, para Severino, historia del nihilismo. La radical destrucción de la episteme operada por parte de la filosofía contemporánea, y el fulgurante ascenso de la ciencia moderna a los vértices del saber, son consecuencia inevitable de esta forma de pensamiento (la civilización de la técnica es de hecho la forma extrema de voluntad de poder). Según la lógica severiniana, todo aquello que aparece, es de manera necesaria en el progresivo manifestarse de los eternos que no sigue, pues, un orden casual. Esto significa que la libertad del hombre no existe, pero que aparece al interno de aquel ente (también él eterno) que es el nihilismo de Occidente. Y es precisamente dentro de Occidente donde aparece lo mortal como nosotros lo conocemos.
Pero para Severino, Occidente está destinado a tramontar, para dar espacio al Destino de la verdad, la verdad que testimonia la locura de la fe en el devenir. Solo dentro del Destino de la verdad la muerte adquiere un significado inaudito: en realidad la muerte es el ausentarse de lo eterno.

### Dios y el Superdios
Aparece claro cómo, en el pensamiento de Severino, no hay sitio para el Dios comúnmente entendido, y de aquí el problema insoluble con la Iglesia católica. En el curso de la historia de la filosofía, Dios ha sido siempre visto como el Ser eterno e inmutable, dotado de la capacidad de crear los entes de la nada y de hacerlos volver a la nada -según Severino- si no fuesen merecedores de la salvación.
Pero siendo todo ente eterno, no puede darse ni la creación ni el aniquilamiento, y por tanto, no posible que se dé un Dios comúnmente entendido. A la luz del Destino de la verdad, todo ente, incluso el más insignificante, adquiere un significado inaudito. El hombre es llevado radicalmente más allá del superhombre y de la voluntad de potencia: el hombre es un superdios, más grande que el Dios de la tradición religiosa, según Severino. La inconciliabilidad entre la doctrina del Ser en Severino y la doctrina tomista ha sido demostrada por Cornelio Fabro.

## Obras principales en italiano
- La struttura originaria, Brescia, La Scuola, 1958. Nueva edición, con modificación y una introducción 1979, Milán, Adelphi, 1981
- Per un rinnovamento nella interpretazione della filosofia fichtiana, Brescia, La Scuola, 1960
- Studi di filosofia della prassi, Milán, Vita e pensiero, 1963; nueva ed. ampliada, Milán, Adelphi, 1984
- Ritornare a Parmenide, in «Rivista di filosofia neoscolastica», LVI [1964], n. 2, pp. 137-175; poi in Essenza del nichilismo, Brescia, Paideia, 1972, pp. 13-66; nueva edición ampliada, Milán, Adelphi, 1982, pp. 19-61
- Essenza del nichilismo. Saggi, Brescia, Paideia, 1972; segunda edición ampliada, Milán, Adelphi, 1982
- Gli abitatori del tempo. Cristianesimo, marxismo, técnica, Roma, Armando, 1978; nueva edición ampliada, 1981
- Téchne. Le radici della violenza, Milán, Rusconi, 1979; segunda edición, 1988; nueva edición ampliada, Milán, Rizzoli, 2002
- Legge e caso, Milán, Adelphi, 1979
- Destino della necessità. Katà tò chreòn, Milán, Adelphi, 1980; nueva edición sin modificación sustancial, 1999
- A Cesare e a Dio, Milán, Rizzoli, 1983; nuova ediz., ivi, 2007
- La strada, Milán, Rizzoli, 1983
- La filosofía antica, Milán, Rizzoli, 1984; nueva ed.ampliada, 2004
- La filosofía moderna, Milán, Rizzoli, 1984; nueva ed. ampliada, 2004
- Il parricidio mancato, Milán, Adelphi, 1985
- La filosofía contemporánea, Milán, Rizzoli, 1986; nueva edición ampliada, 2004
- La tendenza fondamentale del nostro tempo, Milán, Adelphi, 1988
- La filosofía futura, Milán, Rizzoli, 1989; nueva edición ampliada, 2005
- Il nulla e la poesía. Alla fine dell’età della técnica: Leopardi, Milán, Rizzoli, 1990; nueva edición, 2005
- Filosofía. Lo sviluppo storico e le fonti, Florencia, Sansoni, 3 voll.
- Oltre il linguaggio, Milán, Adelphi, 1992
- La guerra, Milán, Rizzoli, 1992
- La bilancia. Pensieri sul nostro tempo, Milán, Rizzoli, 1992
- Il declino del capitalismo, Milán, Rizzoli, 1993; nueva edición, 2007
- Sortite. Piccoli scritti sui rimedi (e la gioia), Milán, Rizzoli, 1994
- Pensieri sul Cristianesimo, Milán, Rizzoli, 1995
- Tautótēs, Milán, Adelphi, 1995
- La filosofía dai Greci al nostro tempo, Milán, Rizzoli, 1996
- La follia dell'angelo, Milán, Rizzoli, 1997; nueva edición, Milán, Mimesis, 2006
- Cosa arcana e stupenda. L’Occidente e Leopardi, Milán, Rizzoli, 1998; nueva edición, 2006
- Il destino della técnica, Milán, Rizzoli, 1998
- La buona fede, Milano, Rizzoli, 1999
- L’anello del ritorno, Milán, Adelphi, 1999
- Crisi della tradizione occidentale, Milán, Marinotti, 1999
- La legna e la cenere. Discussioni sul significato dell'esistenza, Milán, Rizzoli, 2000
- La Gloria, Milán, Adelphi, 2001
- Lezioni sulla política, Milán, Marinotti, 2002
- Técnica e architettura, Milán, Cortina, 2003
- Dall'Islam a Prometeo, Milán, Rizzoli, 2003
- Fondamento della contraddizione, Milán, Adelphi, 2005
- Nascere, e altri problemi della coscienza religiosa, Milán, Rizzoli, 2005
- La natura dell'embrione, Milán, Rizzoli, 2005
- Il muro di pietra. Sul tramonto della tradizione filosófica, Milán, Rizzoli, 2006
- Oltrepassare, Milán, Adelphi, 2007
- Immortalità e destino, Milán, Rizzoli, 2008
- La buona fede, Milano, Rizzoli, 2008
- L'etica del capitalismo, Milán, Albo Versorio, 2008
- L'identità del destino, Milán, Rizzoli, 2009
- Democrazia, tecnica, capitalismo, Morcelliana, 2009
- Discussioni intorno al senso della verità, Pisa, Edizioni ETS, 2009
- Macigni e spirito di gravità, Milán, Rizzoli, 2010.

## Algunas obras en castellano
- La esencia del nihilismo, Taurus, Madrid, 1991
- El parricidio fallido, Destino, Barcelona, 1991
- La filosofía antigua, Ariel, Barcelona, 1992
- La filosofía moderna, Ariel, Barcelona, 1986
- La filosofía contemporánea, Ariel, Barcelona, 1987
- La filosofía futura, Ariel, Barcelona, 1991
- "En qué creen los que no creen"

✓ con Umberto Eco
✓ con Carlo Maria Martini
✓E. Severino -Colaboración: "La técnica supone el ocaso de toda buena fe"
Ediciones Temas de Hoy. Madrid 1997.